# Гусейнов, Эльшан Алигара оглы
Эльшан Алигара оглы Гусейнов (азерб. Elşən Əliqara oğlu Hüseynov; род. 21 ноября 1977, Сумгаит) — азербайджанский пауэрлифтер-паралимпиец, бронзовый призёр чемпионатов мира 2010 и 2014 гг., победитель открытого чемпионата Европы 2013 года, на котором, подняв 225 кг установил также мировой рекорд в весовой категории до 107 кг. Чемпион Европы 2018 года, победитель Кубков мира 2015, 2017, 2019 и 2021 годов. Представлял Азербайджан на летних Паралимпийских играх 2008 года в Пекине, играх 2012 года в Лондоне, играх 2016 года в Рио-де-Жанейро и играх 2020 года в Токио. Главный тренер паралимпийской сборной Азербайджана по пауэрлифтингу (с 2022 года).

## Биография
Эльшан Алигара оглы Гусейнов родился 21 ноября 1977 года в городе Сумгаит. У Гусейнова имеется врождённая разница в длине ног. В 1991 году он начал заниматься пауэрлифтингом. Начиная с 1996-1997 гг., Гусейнов стал выступать и занимать призовые места на разного рода турнирах как среди парапауэрлифтеров, так и среди здоровых атлетов.
В 1997 году Гусейнов работал в Академии фикультуры и спорта. Тогда же он выступил на турнире имени Тофика Исмайлова в Баку. На этом турнире Гусейнова заметил генеральный секретарь Национального паралимпийского комитета Азербайджана Афиг Сулейманов и позднее пригласил его в паралимпийский комитет. С 2007 года Эльшан Гусейнов является членом Национального паралимпийского комитета. В этом же году он берёт бронзовую медаль на чемпионате Европы в городе Кавала в весовой категории до 90 кг, подняв 180 кг.
В декабре 2007 года взял бронзовую медаль на Кубке мира в Куала-Лумпуре.
Представлял Азербайджан на летних Паралимпийских играх 2008 года в Пекине, на которых с результатом 190 кг занял пятое место, и играх 2012 года в Лондоне. На последних с результатом 230 кг Гусейнов занял четвёртое место.
Гусейнов был включён в десятку лучших спортсменов Национального паралимпийского комитета Азербайджана 2010 года.
На чемпионате мира 2010 года, прошедшего в Куала-Лумпуре, Гусейнов с результатом 205 кг стал бронзовым призёром.
В 2013 году Эльшан Гусейнов стал победителем открытого чемпионата Европы, проходившего в Алексине, на котором, подняв 225 кг установил также мировой рекорд в весовой категории до 107 кг. На чемпионате Европы 2015 года в Эгере с результатом 234 кг стал вторым. Так, в первой своей попытке Гусейнов поднял 234 кг, но судьи не засчитали эту попытку. Во второй попытке Гусейнов поднял этот вес, но его соперник Павлос Мамалос из Греции поднял 235 кг и стал лидером. В третьей попытке Гусейнов поднял 241 кг, но судьи снова не засчитали эту попытку. После протеста представителей Азербайджана арбитры позволили Гусейнову сделать ещё одну попытку, в которой атлет поднял 243 кг, установив новый мировой рекорд, Мамалос же в четвёртой попытке поднял 242,5 кг. Тем не менее, четвёртая попытка не была учтена судьями и Гусейнову досталось лишь второе место. Перед награждением Мамалос и его тренер подошли к Гусейнову и подняли его руку вверх. Сам Мамалос в этот момент плакал.
На чемпионате мира 2014 года в Дубае с результатом 230 кг Эльшан Гусейнов занял третье место. В марте 2015 года Гусейнов выиграл Кубок мира в Дубае с результатом 235 кг.
В феврале 2016 года Эльшан Гусейнов распоряжением президента Азербайджана Ильхама Алиева за заслуги в развитии паралимпийского движения в Азербайджане был награждён медалью «Прогресс». В июле этого же года Гусейнов в Алматы (Казахстан) на открытом чемпионате Азии по пауэрлифтингу в весовой категории 107 кг поднял 242 кг., завоевав золотую медаль и набрав лицензионные баллы на летние Паралимпийские игры 2016 в Рио-де-Жанейро, установил новый мировой рекорд.
На Паралимпийских играх 2016 в Рио-де-Жанейро Гусейнов заказал 232 кг, который не смог поднять во всех трёх попытках. В 2017 году Эльшан Гусейнов с результатом 227 кг занял четвёртое место на чемпионате мира в Мехико. В этом же году выиграл Кубок мира в Эгере. В 2018 году Гусейнов с результатом 230 кг выиграл открытый чемпионат Европы, проходивший во французском городе Берк-сюр-Мер.
В 2019 году Гусейнов выиграл Кубок мира в Эгере, подняв 225 кг. В июле этого же года Гусейнов с результатом 217 кг занял 7-е место на чемпионате мира в Нур-Султане. Этот результат позволил Гусейнову закрепиться на четвертом месте мирового рейтинга и заработать первую лицензию для Азербайджана на летние Паралимпийские игры в Токио.
В мае 2021 года Гусейнов выиграл Кубок мира в Тбилиси, подняв 227 кг.
На Паралимпийских играх в Токио Гусейнов провалил две попытки, не сумев взять 225 кг. В третьей попытке он заказал 231 кг, но не смог поднять и этот вес.
В октябре 2022 года Гусейнов был назначен главным тренером паралимпийской сборной Азербайджана по пауэрлифтингу.

## Семья
Эльшан Гусейнов женат, у него два сына, старший из которых занимается дзюдо.